# Bare Island (Nieuw-Zeeland)
Bare Island (Maori: Motu-O-Kura, letterlijke vertaling: Eiland van Kura) is een klein eiland gelegen in de Stille Oceaan ten oosten van het Noordereiland van Nieuw-Zeeland, waar het tevens bij behoort. De afstand naar het vasteland, ter hoogte van de plaats Waimarama, is twee kilometer.
In het zuidwesten van het eiland bevindt zich een aquifer. Voor de rest zijn er rustplaatsen voor de grauwe pijlstormvogel en de dwergpinguïn.
Ontdekkingsreiziger Jules Dumont d'Urville nam in 1827 aan de zeezijde van het eiland huizen en boten waar.